# تیم ملی فوتسال اروگوئه
تیم ملی فوتسال اروگوئه نماینده اروگوئه در مسابقات بین‌المللی فوتسال و یکی از تیم‌های فوتسال آمریکای جنوبی است.